# 알헤시라스
알헤시라스(스페인어: Algeciras)는 스페인 남부에 있는 항구 도시로, 안달루시아 지방의 주인 카디스 주에 있다.

## 역사
로마 제국 시대에 지금의 알헤시라스에는 포르투스 알부스(Portus Albus), 카에타리아(Caetaria), 율리아 트라두크타(Iulia Traducta)라는 도시가 있었다. 그 후 711년에 스페인을 침공한 무어인들이 알헤시라스를 세웠고 알헤시라스는 "초록빛 섬"을 뜻하는 아랍어 단어인 "알자지라 알카드라"(아랍어: الجزيرة الخضراء, al-Jazirah al-Khadra')에서 유래되었다. 1035년부터 1058년까지 알헤시라스에는 타이파라고 하는 독립 국가가 있었다.
1344년에 카스티야 왕국의 알폰소 11세가 알헤시라스를 정복했지만 1368년에 무어인들이 알헤시라스를 정복했다. 이 때 그라나다 왕국의 무함마드 5세가 알헤시라스를 파괴했고 결국 알헤시라스는 폐허로 남게 된다. 그 후 스페인 왕위 계승 전쟁이 한창이던 1704년에 영국군에게 포로로 잡힌 지브롤터 출신 스페인 이민자들이 알헤시라스를 재건했으며 1906년에 이 곳에서 알헤시라스 회의가 열렸다.

## 기후
| Algeciras의 기후          | Algeciras의 기후 | Algeciras의 기후 | Algeciras의 기후 | Algeciras의 기후 | Algeciras의 기후 | Algeciras의 기후 | Algeciras의 기후 | Algeciras의 기후 | Algeciras의 기후 | Algeciras의 기후 | Algeciras의 기후 | Algeciras의 기후 | Algeciras의 기후 |
| 월                        | 1월              | 2월              | 3월              | 4월              | 5월              | 6월              | 7월              | 8월              | 9월              | 10월             | 11월             | 12월             | 연간             |
| ------------------------- | ---------------- | ---------------- | ---------------- | ---------------- | ---------------- | ---------------- | ---------------- | ---------------- | ---------------- | ---------------- | ---------------- | ---------------- | ---------------- |
| 일평균 최고 기온 °C (°F)  | 16.1 (61.0)      | 16.7 (62.1)      | 17.8 (64.0)      | 18.9 (66.0)      | 21.7 (71.1)      | 24.4 (75.9)      | 27.2 (81.0)      | 27.8 (82.0)      | 26.1 (79.0)      | 21.7 (71.1)      | 18.9 (66.0)      | 16.7 (62.1)      | 21.2 (70.2)      |
| 일일 평균 기온 °C (°F)    | 13.6 (56.5)      | 13.9 (57.0)      | 15.0 (59.0)      | 16.1 (61.0)      | 18.7 (65.7)      | 21.1 (70.0)      | 23.6 (74.5)      | 24.2 (75.6)      | 23.1 (73.6)      | 19.2 (66.6)      | 16.4 (61.5)      | 14.5 (58.1)      | 18.3 (64.9)      |
| 일평균 최저 기온 °C (°F)  | 11.1 (52.0)      | 11.1 (52.0)      | 12.2 (54.0)      | 13.3 (55.9)      | 15.6 (60.1)      | 17.8 (64.0)      | 20.0 (68.0)      | 20.6 (69.1)      | 20.0 (68.0)      | 16.7 (62.1)      | 13.9 (57.0)      | 12.2 (54.0)      | 15.4 (59.7)      |
| 평균 강수량 mm (인치)     | 121.9 (4.80)     | 106.7 (4.20)     | 106.7 (4.20)     | 66.0 (2.60)      | 38.1 (1.50)      | 10.2 (0.40)      | 0.0 (0.0)        | 2.5 (0.10)       | 25.4 (1.00)      | 76.2 (3.00)      | 149.9 (5.90)     | 132.1 (5.20)     | 835.7 (32.90)    |
| 출처: The Weather Channel |                  |                  |                  |                  |                  |                  |                  |                  |                  |                  |                  |                  |                  |

## 갤러리

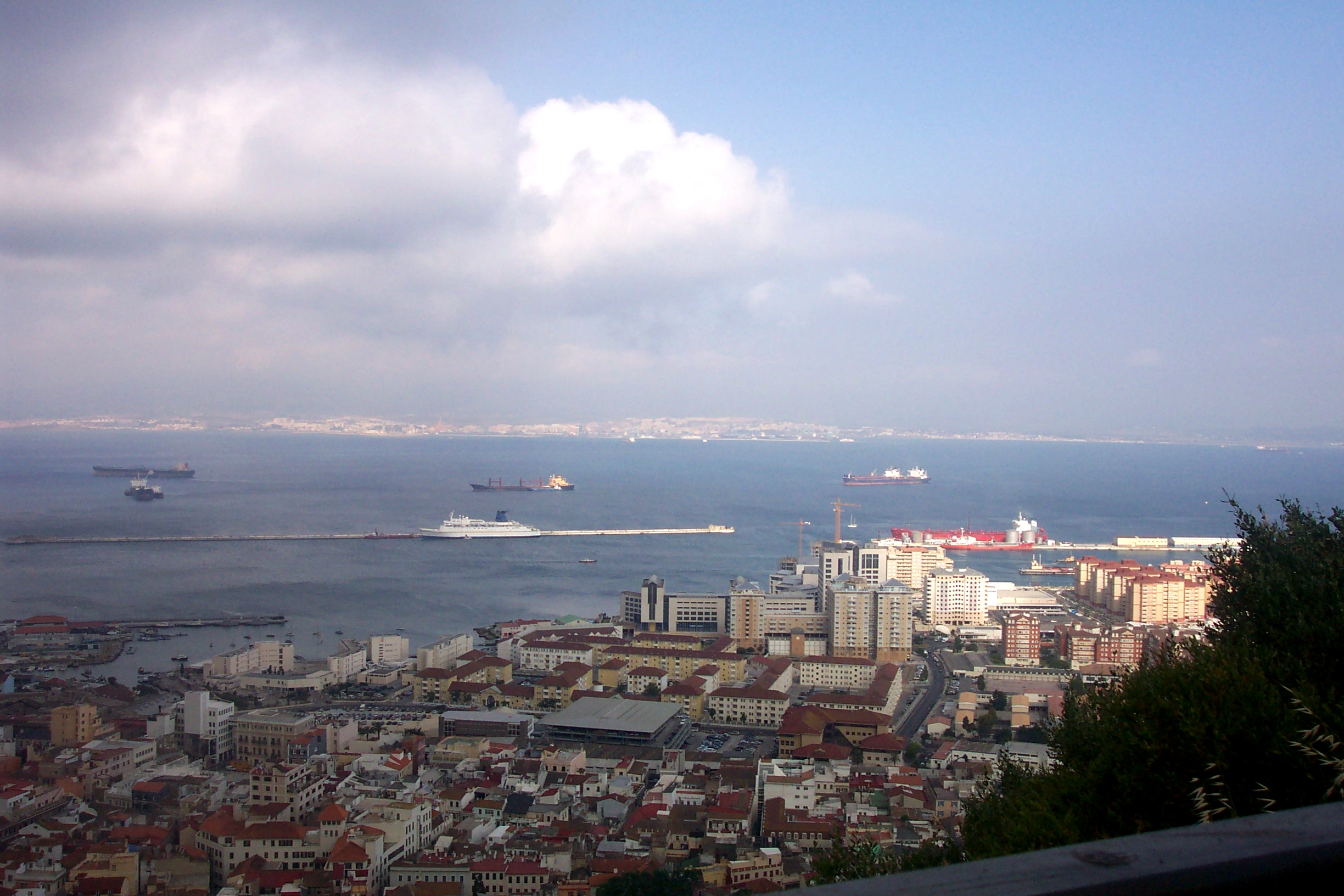
알헤시라스
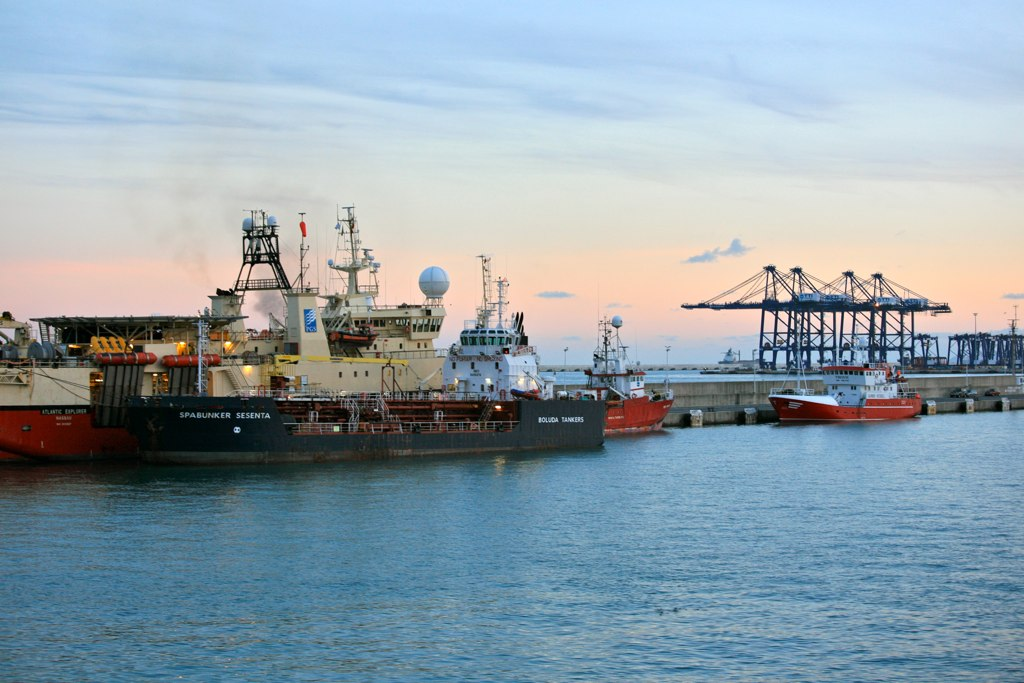
알헤시라스 항
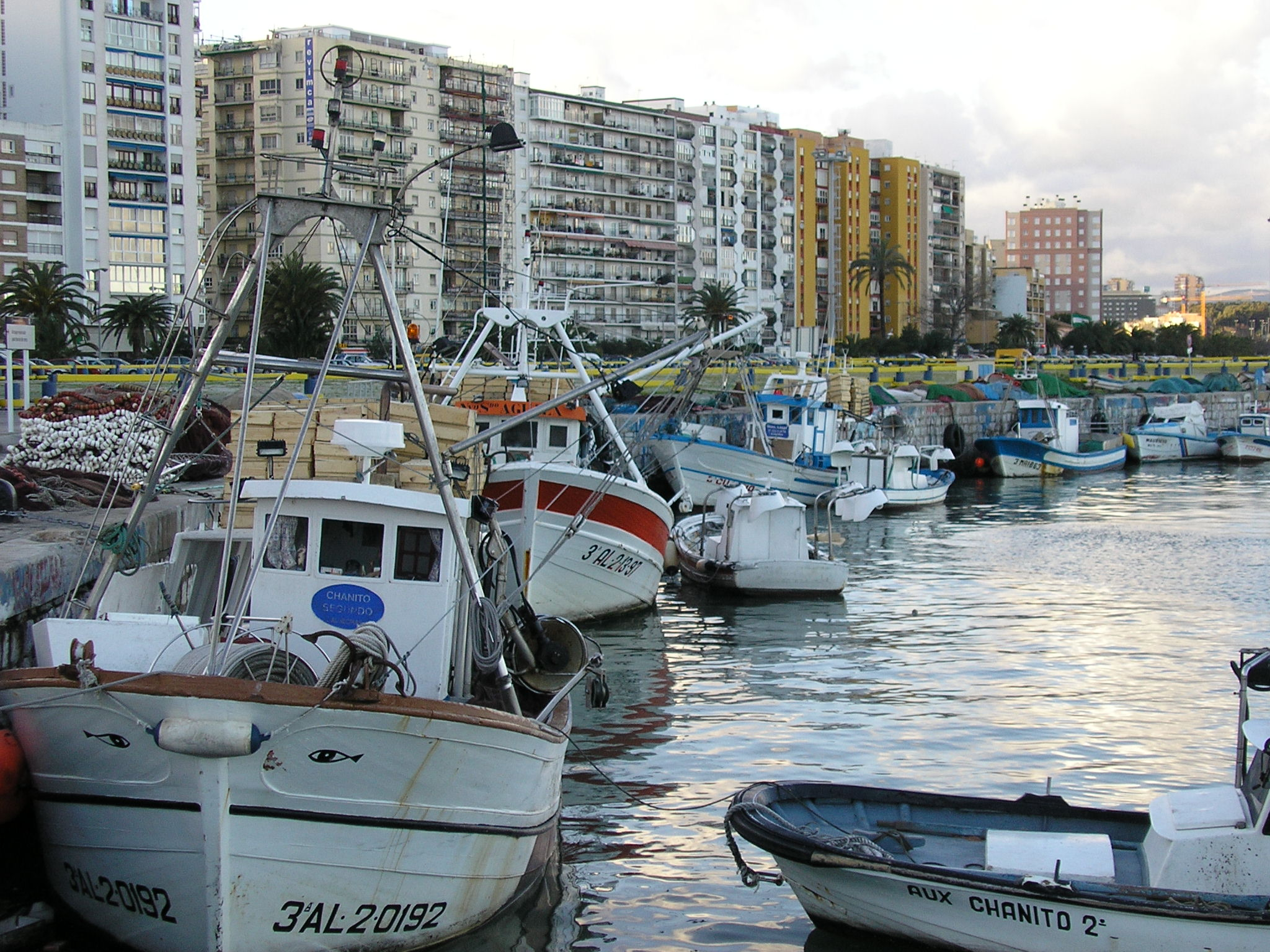
알헤시라스 어항
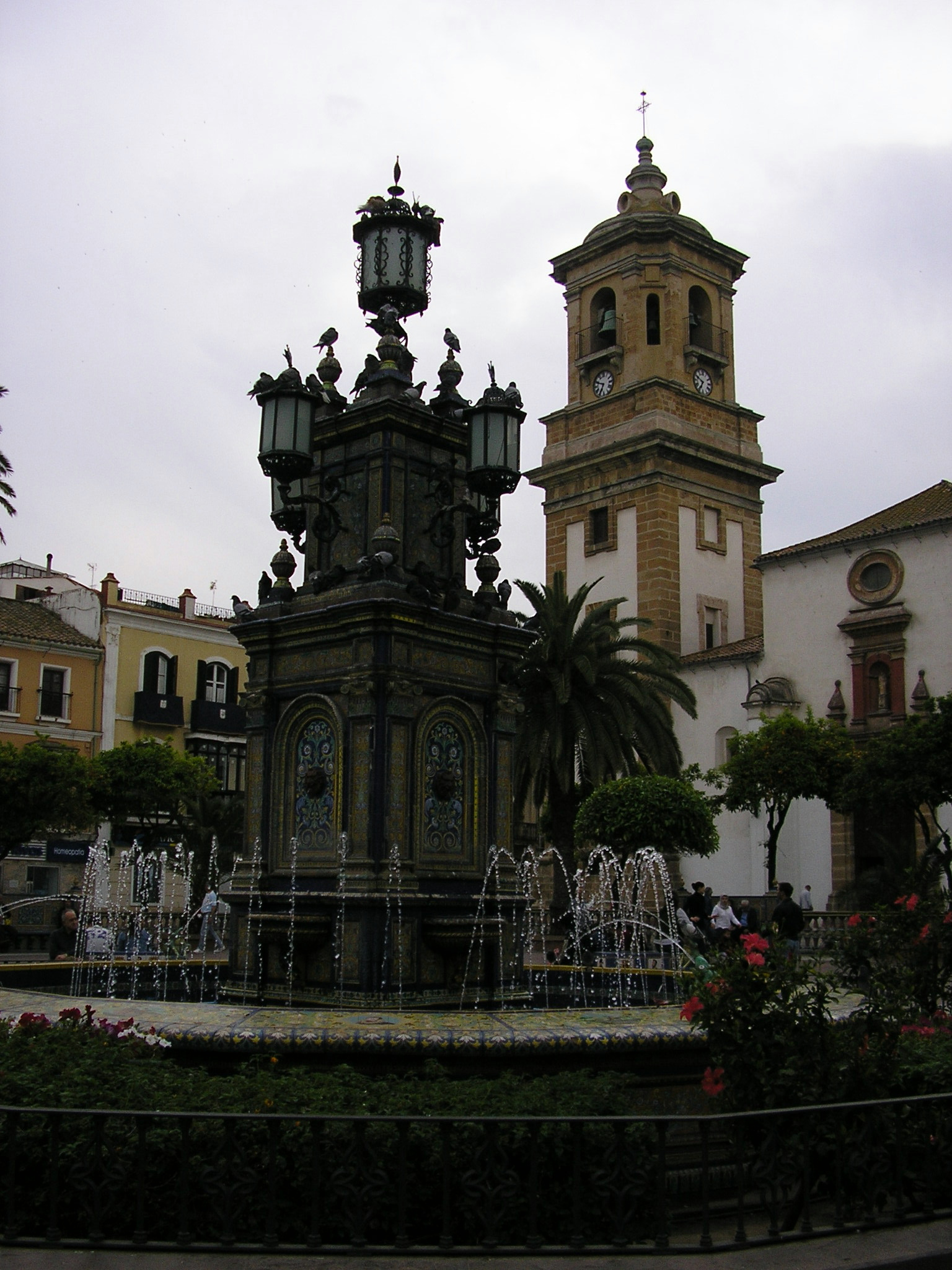
알헤시라스 광장
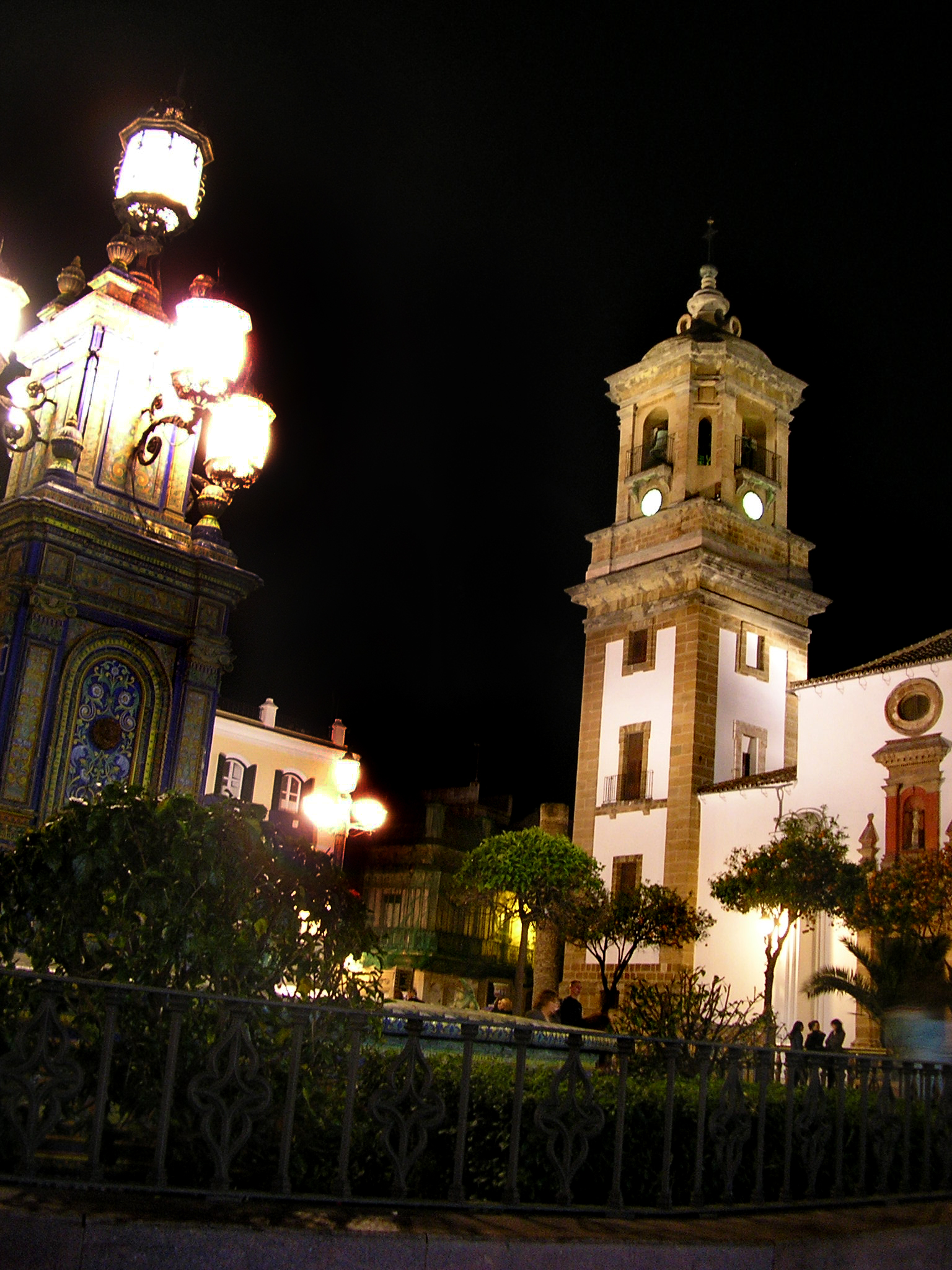
알타 광장
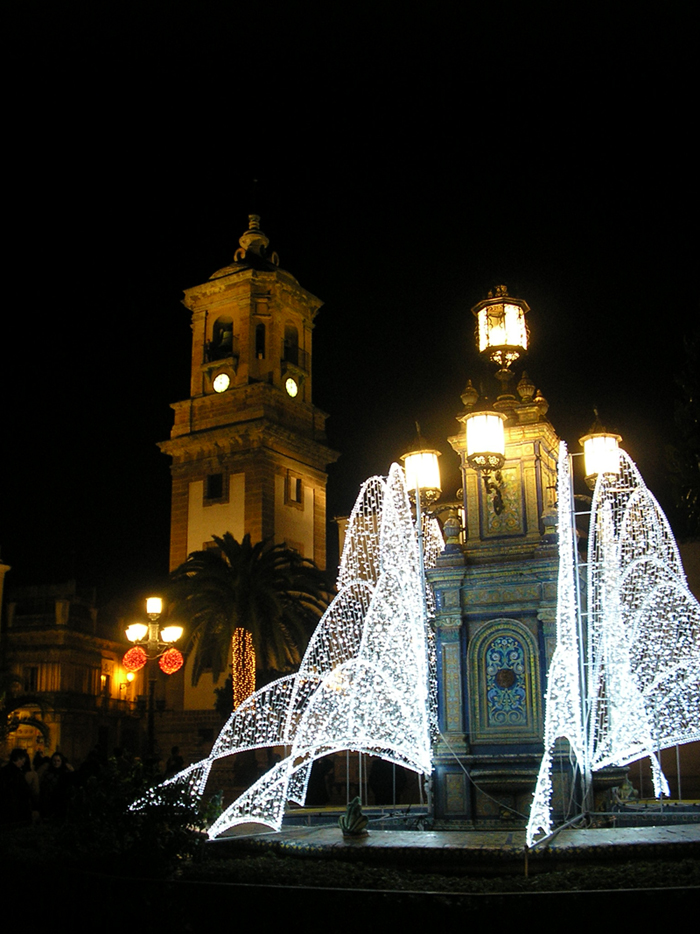
알타 광장
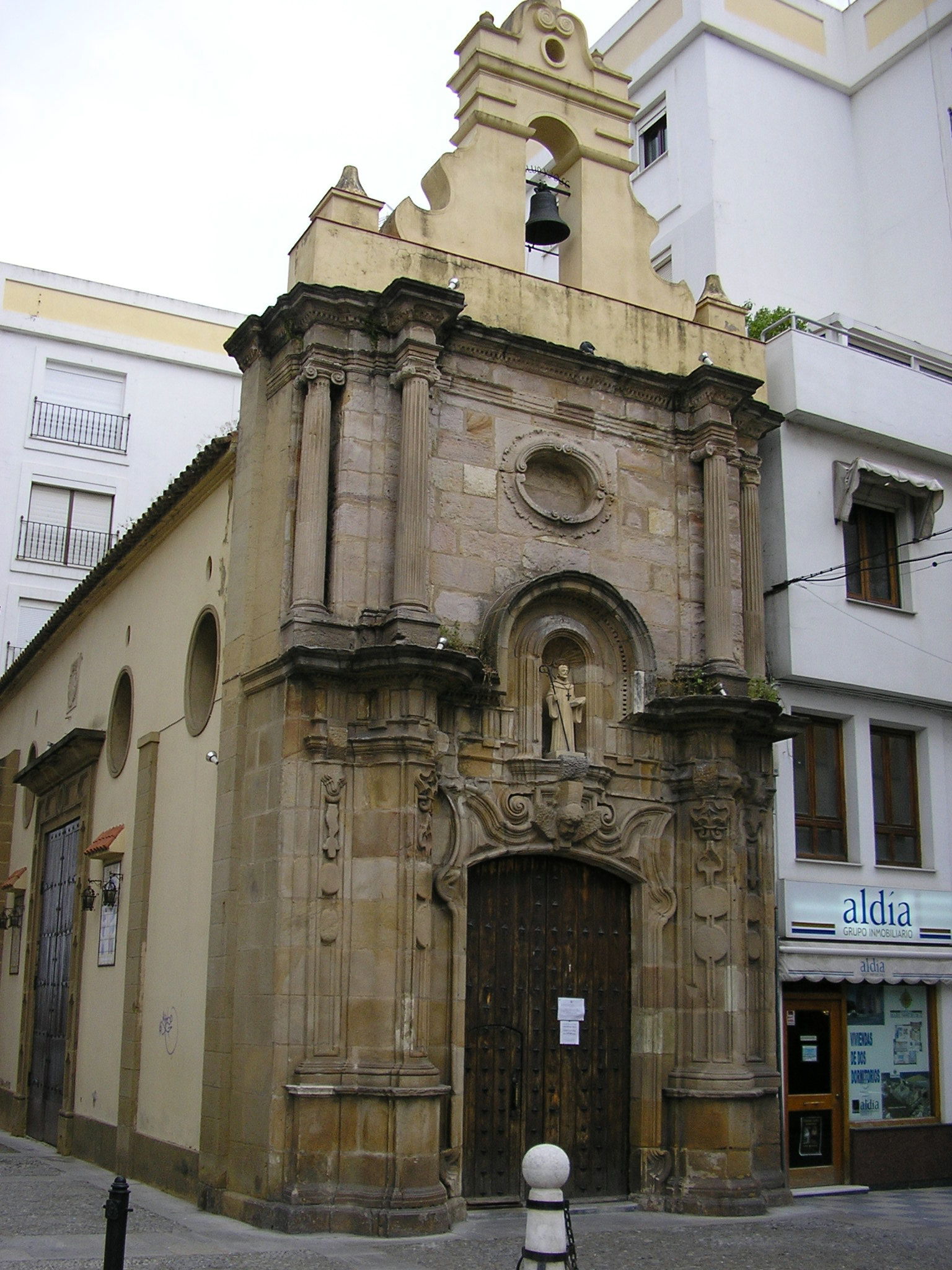
에우로파 예배당
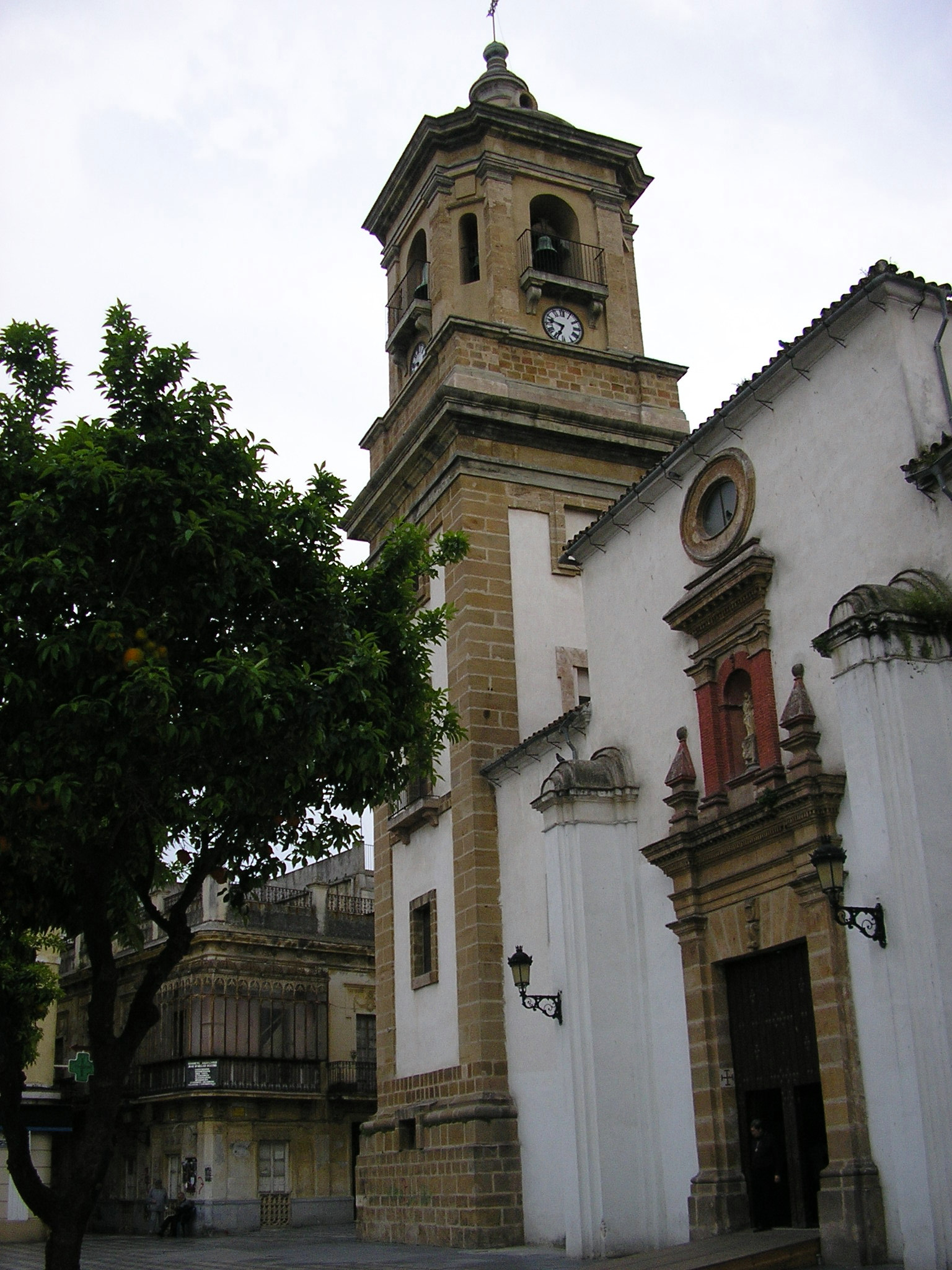
팔마 성당

## 자매 도시
- 스페인 세우타